# Une ténébreuse affaire
Une ténébreuse affaire est un roman faisant partie de La Comédie humaine, d’Honoré de Balzac, paru en 1841. Il porte sur un épisode obscur de l'époque napoléonienne, alors que des aristocrates résistent à se ranger aux côtés de l'Empereur et que Fouché veut faire disparaître les traces d'un complot royaliste avorté.

## Historique
Paru en prépublication dans le journal Le Commerce, puis en volume chez Souverain et Lecou en 1843, avec une dédicace : 
« À Monsieur de Margone, son hôte du château de Saché, reconnaissant. De Balzac. »
 Le roman est publié en 1846 dans les Scènes de la vie politique de l’édition Furne.

## Résumé

### Michu et la police
L’action se passe à Arcis-sur-Aube, au moment où le fidèle régisseur de domaine Michu, pourtant réputé jacobin, fait tout pour cacher qu’il préserve les biens de ses anciens maîtres (les Simeuse, guillotinés pendant la Révolution) et de leurs héritiers : les jumeaux de Simeuse, qui ont émigré. Ces jeunes émigrés viennent justement de rentrer clandestinement en France (sans doute Michu le sait-il), et le régisseur se méfie de tout, de tout le monde, à juste titre. Car Fouché a lancé sur les traces de la famille, chassée de la terre de Gondreville et réfugiée sur le domaine d'Hauteserre, deux de ses limiers : Corentin et un policier de moindre importance, Peyrade. Les deux hommes surgissent au moment où Michu nettoie son fusil. On sent que déjà le destin de l’homme est scellé. Selon la morphopsychologie balzacienne, « son cou très court appelle le couperet ».

### Laurence de Cinq-Cygne

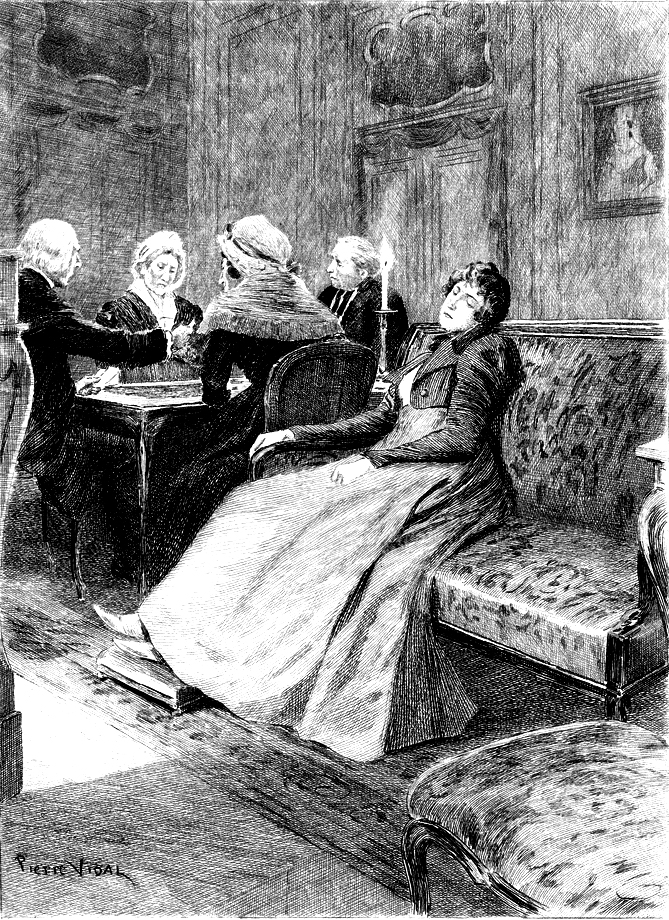
Au château de Saint-Cygne.

La jeune fille était encore enfant lorsque la populace est venue tirer les Simeuse de leur domicile, épargnant les jumeaux à cause de leur jeune âge, et aussi Laurence, petite fille terrorisée. La caractéristique de la jeune fille est une totale maîtrise de son apparence. Elle joue de sa beauté et de sa grâce pour donner l’illusion qu’elle n’est qu’un fragile tanagra. En vérité, elle cache une volonté de fer et une force virile. Elle fait croire à ses tuteurs Hauteserre, qui l’ont recueillie après le drame, qu’elle parcourt la campagne à cheval pour son plaisir, alors que la vérité est tout autre. Elle fait en réalité passer des messages aux Simeuse, épaulés par l’aristocratie étrangère hostile à Napoléon. Les parents Hauteserre ignorent que leurs deux fils ont également rejoint leurs cousins et pensent que les jeunes gens se cachent pour échapper à la conscription napoléonienne.

### Le complot royaliste
Les jumeaux Simeuse et les frères Hauteserre, rentrés en France, financés par les cours étrangères, ont l’intention de rétablir la royauté. De quelle façon vont-ils s’y prendre ? L’explication reste obscure, mais ne gêne pas le déroulement de l’action qui, comme dans tous les romans policiers, se joue des invraisemblances. En outre, Fouché les soupçonnant de vouloir récupérer leur terre de Gondreville, abandonnée à un de ses affidés du nom de Malin, il envoie sur place les policiers Peyrade et Corentin, « ce jeune muscadin dont la figure ressemble à une carafe de limonade ».

### La terre de Gondreville
En réalité, Malin a fait transporter sur la terre de Gondreville des documents compromettants pour lui-même et pour Fouché sur l’autre complot : celui que Fouché a monté pour se débarrasser de Napoléon Bonaparte en faisant porter la responsabilité aux familles Simeuse et Hauteserre.
Cependant, Malin soupçonne (à juste titre) Michu de vouloir récupérer cette terre pour ses anciens maîtres. Il soupçonne aussi (et Corentin est là pour s’en assurer) la famille Hauteserre, Michu, mademoiselle de Cinq-Cygne et l’ensemble des gens rattachés d’une manière ou d’une autre à la terre de Gondreville, de cacher les émigrés. Ce qui est exact.

### Le trésor et la grotte de Michu

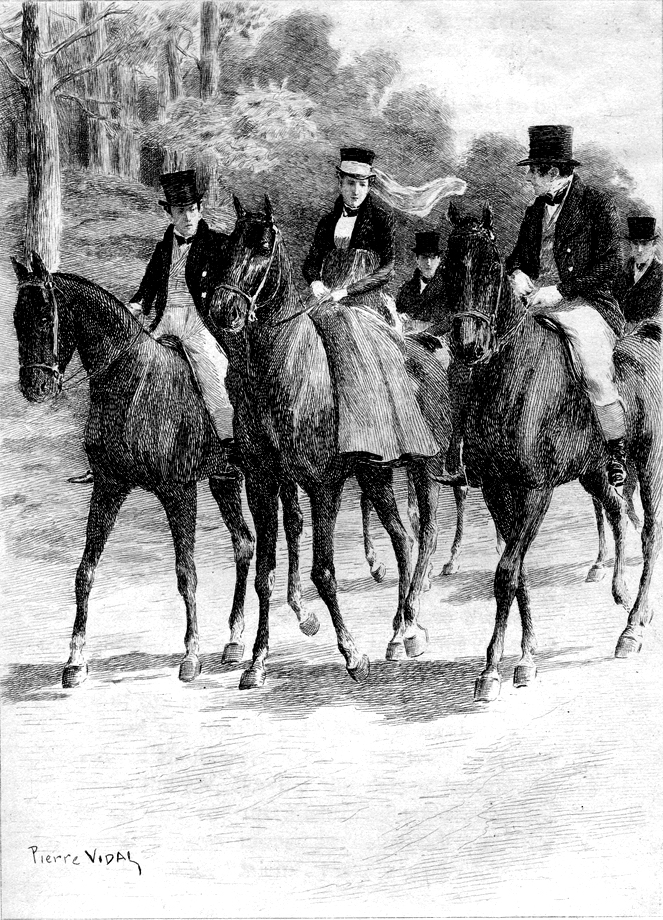
Sur la route de Troyes.

En parcourant la forêt, Michu a découvert les restes d’un ancien monastère sous lesquels se trouve une grotte. C’est là qu’il cache les jeunes gens recherchés et leur fait porter la nourriture nécessaire alternativement par un commis qui joue les niais devant la police, par sa femme qui se fera piéger, ou par l'insaisissable mademoiselle de Cinq-Cygne. Michu a par ailleurs conservé un trésor à l’usage de ses maîtres. Alors qu’on le croit prêt à tout pour s’enrichir dans le village, il a au contraire caché des sacs d’or au pied d’arbres spécifiquement marqués. Ce trésor sera fort utile à la famille.
Malheureusement, c’est le jour du carnaval au pays, ce même jour où Malin est enlevé, que la famille choisit de déterrer le trésor. Leur alibi sera difficile à établir. Mais mademoiselle de Cinq-Cygne traite Corentin avec une telle arrogance que le « mirliflore » perd un peu de sa superbe.

### L’enlèvement du sénateur
Des hommes masqués de même taille que les Simeuse et les Hauteserre enlèvent Malin, brûlent les documents compromettants et font disparaître l’homme que l’on retrouvera dans la grotte même où s'étaient autrefois cachés les Simeuse. Corentin, qui avait fini par éventer la supercherie de Michu, se venge en accusant ce dernier de l'enlèvement. Pour le condamner, il fait passer à Marthe, la femme de Michu, un billet où l’écriture de ce dernier est imitée et qui lui demande d’apporter des provisions au prisonnier, dans le but de la tromper et de la faire accuser. Marthe est arrêtée.

### Le procès
Il a lieu au tribunal de Troyes. Conseillés par leur parent, le sage marquis de Chargebœuf qui les accueille chez lui, aidés d’avocats talentueux (Bordin) soutenus par monsieur de Grandville, impartial substitut du procureur qui ne se laisse pas convaincre par un jury « acheté », les familles Simeuse, Hauteserre, mademoiselle de Cinq-Cygne et Michu ont bon espoir. Mais le piège de Corentin a fonctionné à merveille et Marthe est prise au moment où elle apporte un pain au prisonnier de la grotte. Rien ne pourra sauver Michu de l’échafaud bien que mademoiselle de Cinq-Cygne abandonne son arrogance pour obtenir auprès de Napoléon la grâce de ce fidèle régisseur .

### La rencontre de Laurence et Napoléon

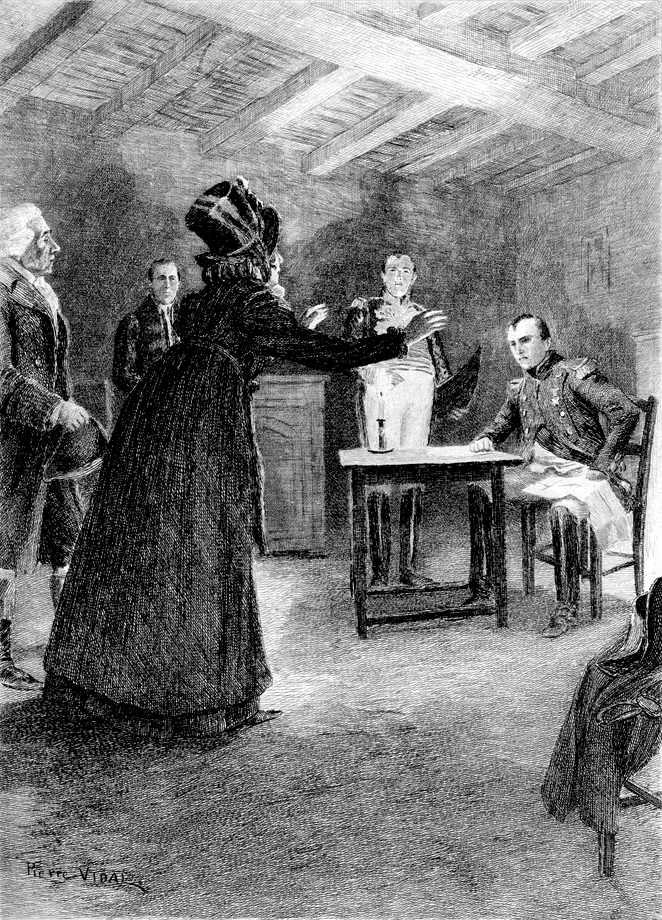
Mademoiselle de Saint-Cygne et Napoléon.

Selon Alain : « Napoléon est peut-être le vrai héros d'Une ténébreuse affaire. Il y est gigantesque et réel. » Lorsque Laurence de Saint-Cygne va le trouver sur le champ de bataille à la veille de la bataille d'Iéna, elle demande la grâce de Michu, des Simeuse, des Hauteserre : « Voici, dit-il avec son éloquence à lui qui changeait les lâches en braves, voici trois cent mille hommes, ils sont innocents, eux aussi ! Eh bien, demain, trente mille hommes seront morts, morts pour leur pays ! » Balzac a longtemps admiré Napoléon pour l'énergie qui émanait de son système politique.

### L’échec de Fouché
Dès l’annonce de la victoire de Napoléon à Marengo, Fouché sait qu’il a perdu l’occasion de prendre le pouvoir. Le récit des détails de son complot et des trahisons dont il est menacé se fait maintenant dans le salon parisien de la princesse de Cadignan. Les années ont passé. C’est Henri de Marsay qui raconte les agissements du « brelan de prêtres » : Talleyrand, Fouché et Sieyès. En véritable politicien, il livre tous les détails et permet au lecteur de comprendre Marengo et le 18 Brumaire.

### La fin annoncée d'Henri de Marsay
Cependant  Marsay tousse, il semble en mauvaise santé, et Balzac nous annonce brièvement et sans plus d’explication que : « Cela se passe peu avant sa mort. » Maladie mystérieuse, mort inexpliquée, cette fin convient parfaitement à ce mystérieux membre des Treize.

## Analyse

### Un roman policier
À la fois roman policier, roman d'espionnage, pétri de complots, de rebondissements, de trahisons, l’œuvre ramène aux Chouans avec une touche beaucoup plus fine, plus habile, moins guerrière. L’art de la tactique, celui du billard à trois bandes, y sont développés avec une particulière maestria. Dans sa préface au roman, le philosophe Alain se montre très enthousiaste : 
« Ce roman, un des plus grands de Balzac, suit naturellement les romans de la guerre civile. On y retrouve Corentin et la police. Les couches sociales y sont soulevées de façon à faire apparaître la Révolution, l’empire de Napoléon, et la Restauration, tels que pouvait les voir un simple citoyen de cette époque. Cette analyse politique est supérieure à tout ce qu’on peut citer dans la littérature. »

Et il ajoute — point de vue que ne partageront pas les amateurs d’action rapide — : 
« Et parce que l’analyse sociale, disons même sociologique, est faite en même temps que le récit et par le récit même, il n’est pas facile de tout remarquer et de prendre le temps de connaître ce roman, un des plus difficiles à lire. »

### Un roman politique

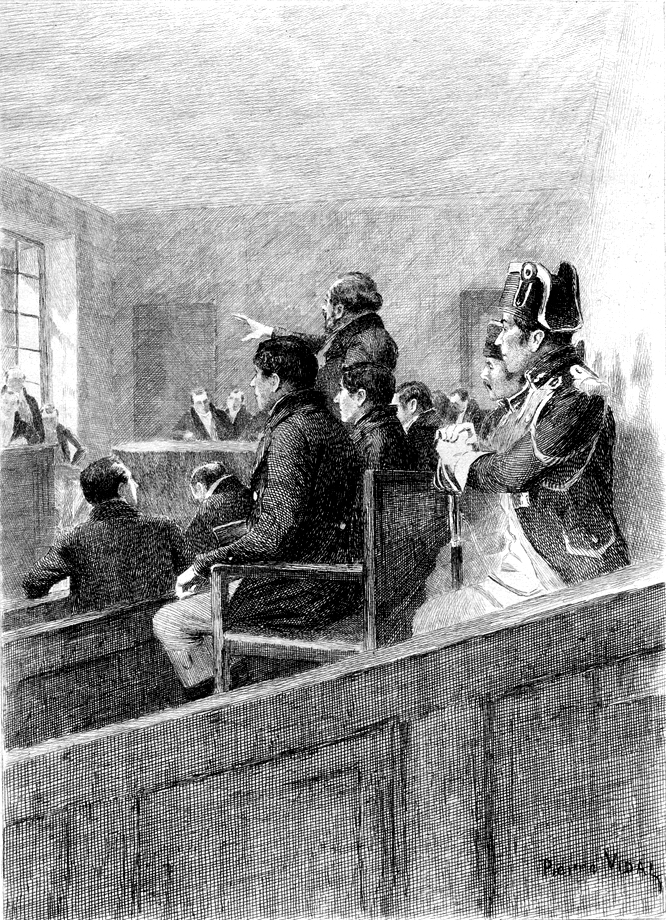
Les assises de Troyes.

En fait, il s’agit bien d’un roman politique, le seul véritable de l’auteur, qui y laisse ses opinions en retrait et fait s’exprimer successivement les royalistes fanatiques qui conspirent contre Bonaparte (la famille de Simeuse, Laurence de Cinq-Cygne), les royalistes modérés, prêts à composer avec le nouveau régime (la famille d’Hauteserre, le vieux marquis de Chargebœuf qui conseille à Laurence de « faire des concessions ») et les anciens Jacobins (Michu et sa femme Marthe, fille d’un procureur montagnard qui ordonna l’exécution des Simeuse et dont le souvenir fait horreur à Marthe). S'y retrouve également Corentin, dandy policier à l’esprit tortueux, prêt à changer de camp alors que le ministre de la police Fouché conspire contre Napoléon Bonaparte à la veille de la bataille de Marengo, et peu avant le sacre impérial du Premier Consul.
En réalité, si Balzac semble presque neutre et détaché de toute passion royaliste, c’est parce qu’il plane sur tout son roman une sorte d’admiration diffuse pour Napoléon, un sentiment qui imprègne presque toute La Comédie humaine. Napoléon a un destin, il est donc forcément un « personnage balzacien ». Ce que finit par reconnaître Laurence de Cinq-Cygne elle-même lorsqu’elle aperçoit, fascinée, l'empereur sur le champ de bataille d'Iéna.
Finalement, Fouché, qui ourdit un complot pour faire assassiner Bonaparte, se voit obligé de renoncer à son plan quand le futur empereur, que l'on croyait perdu, revient vainqueur de Marengo.

### Sources
Pour écrire son roman, Balzac s'est inspiré d'une affaire célèbre qui s'est déroulée en 1800 : l'enlèvement du sénateur Clément de Ris sous l’Empire (incarné dans le roman par Malin), en liaison avec un complot contre Napoléon. Le fait divers ne prend toutefois qu’une faible place dans le récit. Cependant, le complot réel met aussi en cause Fouché : l'affaire s'est conclue par un procès truqué et la condamnation à mort de trois innocents.
Le destin des deux jumeaux Simeuse peut avoir été inspiré par les frères Faucher, aussi appelés les jumeaux de La Réole, fusillés sur décision d'un conseil de guerre le 27 septembre 1815, à Bordeaux.

## Adaptation à la télévision
- 1975 : Une ténébreuse affaire, téléfilm français d'Alain Boudet, avec Robert Bazil, Stéphane Bouy, Thérèse Liotard, Nita Klein et Germaine Delbat.